# أوسكار بيريغي (ممثل مواليد 1918)
أوسكار بيريغي (بالإنجليزية: Oscar Beregi) مواليد 12 مايو 1918 في بودابست - الوفاة 1 نوفمبر 1976 في لوس أنجلوس، هو ممثل أمريكي بدأ مسيرته الفنية سنة 1959.

## الأعمال
- إلى الشمال نحو ألاسكا
- حكم في نورمبرغ
- سيدتي الجميلة
- سفينة السفهاء
- فرانكشتاين الصغير

## روابط خارجية
- أوسكار بيريغي على موقع IMDb (الإنجليزية)
- أوسكار بيريغي على موقع أول موفي (الإنجليزية)
- أوسكار بيريغي على موقع قاعدة بيانات الأفلام السويدية (السويدية)
- أوسكار بيريغي على موقع قاعدة بيانات الفيلم (الإنجليزية)